# Brzózki (gmina Lipie)
Brzózki – wieś w Polsce położona w województwie śląskim, w powiecie kłobuckim, w gminie Lipie.
W latach 1975–1998 miejscowość należała administracyjnie do województwa częstochowskiego.